# Salifou Modi
Salifou Modi (nascido em 12 de outubro de 1962) é um general de divisão do exército nigerino que é o vice-presidente do Conselho Nacional para a Salvaguarda da Pátria, a junta militar do Níger. Também serviu como chefe do estado-maior das Forças Armadas do Níger de 2020 a 2023. Em 1 de junho de 2023, foi nomeado embaixador nos Emirados Árabes Unidos.

## Carreira
Modi serviu como membro do Conselho Supremo para a Restauração da Democracia de 2010 a 2011  e mais tarde tornou-se o adido militar do Níger na Alemanha até 2020, quando substituiu o general Ahmed Mohamed como chefe do Estado-Maior. Sua nomeação ocorreu após um ataque mortal de extremistas que matou 89 soldados nigerinos.
Após o golpe de Estado de 2023, ele foi identificado como o vice-líder do Conselho Nacional para a Salvaguarda da Pátria.